# Торговля инков
Торговля инков подразделялась на внешнюю и внутреннюю, обе они были основаны, как правило, на натуральном обмене при помощи командно-административных методов.

## Внутренняя торговля
Осуществлялась между различными регионами Империи Инков по принципу обеспечения жителей провинции теми изделиями и продуктами, которые отсутствовали в данной области. Например, с берега доставлялась сушеная (а для правителей и свежая) рыба в горные районы Анд по каменным дорогам, построенным либо задолго до инков, либо самими инками. Точно так же, жители побережья получали сельскохозяйственные и ремесленные продукты из горных районов — картофель, киноа.

## Внешняя торговля
В развитие внешней торговли внесли значительный вклад представители завоёванной инками культуры Чачапойя, говорившие на языке кечуа. Благодаря им язык кечуа распространился по всей территории Империи инков.

### Книги
- Купрієнко С.А. Суспільно-господарський устрій імперії інків Тавантінсуйу : автореф. дис. на здобуття наук. ступеня канд. істор. наук : 07.00.02. (укр.) / Купрієнко Сергій Анатолійович ; КНУ імені Тараса Шевченка. — Киев: ЛОГОС, 2013. — 20 с.
- Куприенко С.А. Источники XVI-XVII веков по истории инков: хроники, документы, письма / Под ред. С.А. Куприенко.. — Киев: Видавець Купрієнко С.А., 2013. — 418 с. — ISBN 978-617-7085-03-3.
- Талах В.Н., Куприенко С.А. Америка первоначальная. Источники по истории майя, науа (астеков) и инков / Ред. В. Н. Талах, С. А. Куприенко.. — Киев: Видавець Купрієнко С.А., 2013. — 370 с. — ISBN 978-617-7085-00-2.

### Статьи
- Купрієнко C. А. Різновиди торгівлі та ринків в імперії інків Тавантінсуйу. (укр.) // Етнічна історія народів Європи: Збірник наукових праць : журнал. — Киев, 2011. — Вип. 36. — С. 109–114.
- Куприенко C. А. Историография общественно-хозяйственного устройства империи инков // Проблемы истории, филологии, культуры : журнал. — Москва-Магнитогорск-Новосибирск, 2013. — Вып. 1 (39). — С. 57-64. — ISSN 1991-9484. Архивировано 28 мая 2016 года.
- Куприенко C. А., Ракуц Н. В. Система государственного накопления и распределения продукции в империи инков // Ойкумена. Регионоведческие исследования : журнал. — 2013. — Вып. 2. — С. 87-94. — ISSN 1998-6785.